# Kompania Ostendzka

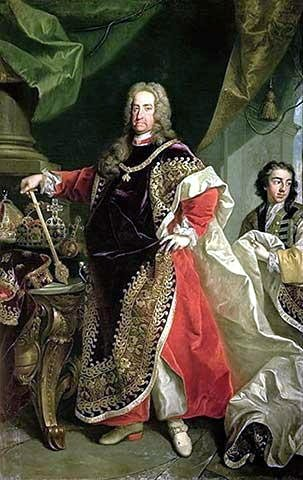
Karol VI Habsburg

Oostendse Compagnie (Kompania Ostendzka) założona w 1722 roku organizacja handlowa, była dzieckiem cesarza Karola VI Habsburga. Bazą dla niej miały być Niderlandy Austriackie, a zwłaszcza portowe miasto Ostenda. Miano stamtąd rozwijać handel atlantycki. Wobec sprzeciwu  Holandii (Republika Zjednoczonych Prowincji) i Wielkiej Brytanii  cesarz musiał zrezygnować z projektu.